# Salsola abarghuensis
Salsola abarghuensis är en amarantväxtart som beskrevs av Mostafa Assadi. Salsola abarghuensis ingår i släktet sodaörter, och familjen amarantväxter. Inga underarter finns listade i Catalogue of Life.